# Dąbrówka-Strumiany
Dąbrówka-Strumiany est une localité polonaise de la gmina et du powiat de Zgierz en voïvodie de Łódź.